# Championnat du Brésil de football de deuxième division 1980
Navigation
Serie B 1972 Serie B 1981
La saison 1980 de Série B (nom officiel en portugais Taça de Prata 1980) est la troisième édition du championnat du Brésil de football de deuxième division, qui constitue le deuxième échelon national du football brésilien. 

## Organisation
Après l'édition 1972 le championnat ne s'est plus disputé, il revient après sept années avec une nouvelle formule, en fin de championnat les deux finalistes sont promus en première division (Taça Ouro).

## Compétition
Lors de la première phase, les équipes sont divisées en 8 groupes de 8 équipes, les équipes se rencontrent une seule fois. Les vainqueurs de chaque groupe disputent un barrage les uns contre les autres, les vainqueurs se qualifient directement pour la deuxième phase de la Serie A 1980, tandis que les perdants ainsi que les deuxième et troisième de chaque groupe sont qualifiés pour la suite de la compétition.
Les vingt clubs restants sont divisés en 4 groupes, les équipes se rencontrent une seule fois, les vainqueurs de chaque groupe se qualifient pour la demi-finale.
Les demi-finales se disputent en matchs aller-retour, les vainqueurs se qualifient pour la finale du championnat.
Comme la demi-finale, la finale est jouée en matchs aller-retour. Le vainqueur est proclamé Champion du Championnat Brésilien de Football Série B 1980, les deux finalistes sont promus en Serie A 1981

### Premier tour
Après le premier tour, les huit vainqueurs de groupes jouent un barrage en match aller retour, les quatre vainqueurs se qualifient pour la deuxième phase de la Serie A 1980.
| Match | Équipe 1    | Résultat | Équipe 2                        | Aller | Retour |
| ----- | ----------- | -------- | ------------------------------- | ----- | ------ |
| 1     | Paysandu    | 2 - 3    | Americano (Rio de Janeiro)      | 2 - 1 | 0 - 2  |
| 2     | CA Juventus | 2 - 2    | América (São José do Rio Preto) | 2 - 0 | 0 - 2  |
| 3     | Anapolina   | 1 - 4    | Sport Club do Recife            | 1 - 1 | 0 - 3  |
| 4     | Uberlândia  | 2 - 4    | Bangu AC                        | 2 - 0 | 0 - 4  |

Les perdants et les deuxième et troisième de la première phase sont qualifiés pour le tour suivant.

### Deuxième tour
Les vainqueurs des quatre groupes qualifiés pour la phase finale sont : Botafogo (Ribeirão Preto), Londrina, Alagoano et Associação Ferroviária de Esportes.

### Phase finale
|  | Demi-finales              | Demi-finales              | Demi-finales | Demi-finales |          |          | Finale | Finale | Finale | Finale |
|  |                           |                           |              |              |          |          |        |        |        |        |
|  |                           |                           |              |              |          |          |        |        |        |        |
|  | Botafogo (Ribeirão Preto) | Botafogo (Ribeirão Preto) | 1            | 0            |          |          |        |        |        |        |
|  | Botafogo (Ribeirão Preto) | Botafogo (Ribeirão Preto) | 1            | 0            |          |          |        |        |        |        |
|  | Londrina                  | Londrina                  | 2            | 1            |          |          |        |        |        |        |
|  | Londrina                  | Londrina                  | 2            | 1            | Londrina | Londrina | 1      | 4      |        |        |
|  |                           |                           |              |              | Londrina | Londrina | 1      | 4      |        |        |
|  |                           |                           | Alagoano     | Alagoano     | 1        | 0        |        |        |        |        |
|  | Alagoano                  | Alagoano                  | Alagoano     | Alagoano     | 1        | 0        | 1      | 1      |        |        |
|  | Alagoano                  | Alagoano                  |              |              |          |          |        | 1      |        |        |
|  | Ferroviária               | Ferroviária               | 0            | 0            |          |          |        |        |        |        |
|  | Ferroviária               | Ferroviária               | 0            | 0            |          |          |        |        |        |        |

Légende des couleurs
- Qualification pour la finale
- Champion de Serie B.

Londrina Esporte Clube remporte son premier titre de champion de deuxième division brésilienne.